# Irving (Texas)
Irving és una ciutat ubicada al Comtat de Dallas a Texas, Estats Units d'Amèrica, de 196.084 habitants segons el cens de l'any 2006 i amb una densitat de 1.118,6 per km². Irving és 107a ciutat més poblada del país. Es troba a uns 20 quilòmetres de Dallas i a uns 330 per carretera de la capital d'estat, Austin.